# پولیوز
پولیوز (انگلیسی: Poliosis) حالتی است که طی آن، فقدان یا کاهش ملانین در موهای سر، ابروها، مژه‌ها یا سایر موهای بدن پیش می‌آید. در فرهنگ عامه، به این حالت - هنگامی که در جلوی موهای سر باشد - کاکُل سفید (انگلیسی: White forelock) گفته می‌شود.
در پولیوز، یک بخش سفید (و در موارد نادر، چند بخش سفید) در موها ایجاد می‌شود که علتش، فقدان یا کمبود ملانین در پیاز مو است و معمولاً ملانوسیت‌هایِ پوستِ بدن را درگیر نمی‌کند.
پولیوز در چندین سندرم ژنتیکی از جمله سندرم واردنبرگ، نوروفیبروماتوز نوع ۱ و توبروز اسکلروزیس دیده می‌شود. پولیوز در پیسی، طاسی منطقه‌ای، سارکوئیدوز و برخی تومورها هم رخ داده و با مصرفِ برخی داروها نیز در ارتباط است.